# Primidone
Primidone, được bán dưới nhiều tên thương hiệu khác nhau, là một loại thuốc dùng để điều trị động kinh bao gồm co giật một phần và toàn thân. Nó cũng có thể được sử dụng cho chữa trị run rẩy. Liều dùng có thể dựa trên mức độ đo trong máu. Nó được uống qua miệng.
Các tác dụng phụ thường gặp bao gồm buồn ngủ, phối hợp kém, buồn nôn và chán ăn. Tác dụng phụ nghiêm trọng có thể bao gồm tự tử, rối loạn tâm thần, thiếu tế bào máu. Sử dụng trong khi mang thai có thể gây hại cho em bé. Primidone một thuốc chống co giật thuộc nhóm barbiturat. Cách thức hoạt động của nó không hoàn toàn rõ ràng.
Primidone đã được phê duyệt cho sử dụng y tế tại Hoa Kỳ vào năm 1954. Nó là có sẵn như là một loại thuốc gốc. Lượng cung cấp thuốc này trong 1 tháng ở Vương quốc Anh tiêu tốn của NHS khoảng 68,40 bảng tính đến năm 2019. Tại Hoa Kỳ, chi phí bán buôn lượng thuốc này là khoảng 13,20 USD. Trong năm 2016, đây là loại thuốc được kê đơn nhiều thứ 237 tại Hoa Kỳ với hơn 2 triệu đơn thuốc.

## Sử dụng trong y tế

### Động kinh
Chất này được cấp phép cho co giật tonic-clonic tổng quát và co giật một phần phức tạp ở Vương quốc Anh. Tại Hoa Kỳ, primidone được chấp thuận cho điều trị bổ trợ (kết hợp với các loại thuốc khác) và sử dụng đơn trị liệu trong các cơn co giật tonic-clonic tổng quát, co giật một phần đơn giản và co giật một phần phức tạp và co giật cơ. Trong bệnh động kinh cơ thiếu niên (JME), đây là một liệu pháp thứ hai, được dành riêng khi valproates hoặc lamotrigine không hoạt động và khi các liệu pháp điều trị bậc hai khác — acetazolamide cũng không hoạt động.
Loạt trường hợp nhãn mở đã gợi ý rằng primidone có hiệu quả trong điều trị động kinh. Primidone đã được so sánh với phenytoin, phenobarbital, mephobarbital, ethotoin, metharbital và mephenytoin. Trong các thử nghiệm so sánh ở người lớn, primidone đã cho thấy là có hiệu quả tương tự.

### Chứng run cơ bản
Primidone được coi là một liệu pháp đầu tiên cho chứng run cơ bản cùng với propranolol. Về mặt giảm biên độ chấn động, nó cũng hiệu quả như propranolol, giảm 50%. Cả hai loại thuốc đều được nghiên cứu tốt cho tình trạng này, không giống như các phương pháp điều trị khác, và được khuyến nghị điều trị ban đầu. 25 mg/ngày (trị liệu liều thấp) chỉ bằng 75 mg/ngày (điều trị liều cao).